# Karapınar, Zonguldak
Karapınar là một xã thuộc huyện Zonguldak, tỉnh Zonguldak, Thổ Nhĩ Kỳ. Dân số thời điểm năm 2011 là 396 người.